# Hapoel Ironi Kirjat Schmona

Altes Logo, 2000–2012

Hapoel Ironi Kirjat Schmona (hebräisch מוֹעֲדוֹן כַּדּוּרֶגֶל הַפּוֹעֵל עִירוֹנִי קִרְיַת שְׁמוֹנָה Mōʿadōn Kadūregel haPōʿel ʿĪrōnī Qirjat Schmōnah, deutsch ‚Städtischer Club des Fußballs haPoʿel Qirjat Schmonah‘, Plene … קריית …) ist ein israelischer Fußballverein in Kirjat Schmona.

## Geschichte
Der Verein entstand im Jahr 2000 aus dem Zusammenschluss der Vereine Hapoel Kirjat Schmona und Maccabi Kirjat Schmona, die zu der Zeit beide in unterklassigen Ligen spielten. 2007 gelang der Aufstieg in die Ligat ha’Al. Damit war erstmals eine Fußballmannschaft aus der nordisraelischen Stadt in der höchsten israelischen Spielklasse vertreten. Mit einem dritten Platz qualifizierte man sich 2008 für die UEFA-Pokal-Qualifikation. Nach einem Erfolg über FK Mogren scheiterte Hapoel in der zweiten Runde an Litex Lowetsch. 2009 stieg der Verein ab, ein Jahr später gelang jedoch der sofortige Wiederaufstieg als Erstplatzierter der Liga Leumit. 2012 sicherte sich Kirjat Schmona vier Spieltage vor Ende der Saison erstmals in der Vereinsgeschichte den Gewinn der israelischen Meisterschaft.
In der Champions-League-Qualifikation für die Saison 2012/13 setzte sich Hapoel gegen MŠK Žilina (0:1, 2:0) und Neftçi Baku (4:0, 2:2) durch. Im entscheidenden Playoff zur Qualifikation für die Gruppenphase scheiterte Hapoel am belarussischen Meister und zweifachen CL-Teilnehmer BATE Baryssau mit 0:2 im Hinspiel und einem 1:1 im Rückspiel. Aufgrund der erreichten letzten CL-Qualifikationsrunde qualifizierte sich Hapoel jedoch automatisch für die Europa League. Dort wurde man mit Olympique Lyon, Sparta Prag und Athletic Bilbao in eine Gruppe gelost, in der man als Letzter mit nur zwei Punkten und ohne einen Sieg ausschied. In der Liga erreichte man nur den 5. Platz, wodurch man eine erneute Teilnahme im Europapokal verpasste.

## Spieler
- Nathan Sinkala (2009)

## Erfolge
- Israelischer Meister: 2012
- Israelischer Pokalsieger: 2014
- Israelischer Ligapokal (erste Liga) 2011, 2012; Ligapokal von Israel (zweite Liga) 2007; 2010